# Lithophyllum lapidea
Lithophyllum  lapidea Foslie, 1906  é o nome botânico  de uma espécie de algas vermelhas marinhas pluricelulares do gênero Lithophyllum, família Corallinaceae.

## Sinonímia
- Goniolithon lapidea  (Foslie) Setchell & Mason, 1943